# Georgi Wasow

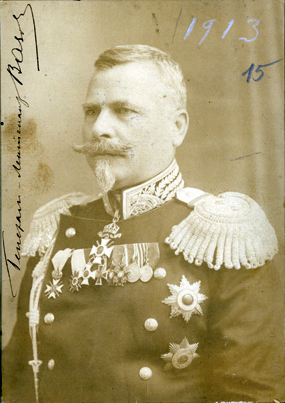
Generalleutnant Georgi Wasow in Paradeuniform (1913)

Georgi Mintschow Wasow (bulgarisch Георги Минчов Вазов; * 17. Januar 1860 in Sopot, Osmanisches Reich; † 13. August 1934 in Sofia, Zarentum Bulgarien) war ein bulgarischer Offizier und Politiker. Er wurde im Ersten Balkankrieg durch die Einnahme der Festung von Edirne bekannt.

## Eltern, Geschwister und Jugend
Georgi Wasow kam vermutlich am 5. Januarjul. / 17. Januar 1860greg. als fünftes Kind des Kaufmanns Mintscho Iwanow Wasow (Минчо Иванов Вазов) und seiner Frau Săba, geb. Chadschinikolowa, im Balkangebirge gelegenen Sopot (Сопот) zur Welt. Sein genaues Geburtsdatum wurde nicht aufgezeichnet. Es ist nur belegt, dass seine Taufe am orthodoxen Dreikönigstag 1860 stattfand.
Er hatte vier ältere (Iwan, Nikola, Kiril, und Anna) sowie vier jüngere Gеschwister (Michail, Wăla, Wladimir und Boris). Einige seiner Geschwister entwickelten sich zu bedeutenden Persönlichkeiten des öffentlichen Lebens. Sein Bruder Iwan wurde der Doyen der bulgarischen Literatur. Nikola war als Kaufmann tätig. Michail und Wladimir verfolgten, wie Georgi, eine militärische Laufbahn. Wladimir erreichte den Rang eines Generalleutnants und wurde im Ersten Weltkrieg als „Held von Dojran“ bekannt. Kiril studierte Medizin und praktizierte als Arzt. Boris war als Publizist und Politiker tätig.
Ab 1866 besuchte Georgi auf Wunsch seines Bruders Iwan die Volksschule in Klissura. Später wechselte er in die Volksschule seiner Heimatstadt Sopot über, die er 1873 beendete. 1874 trat er in das Aprilow-Gymnasium in Gabrowo ein. Zwei Jahre später wurde er wegen Teilnahme an einem Schulstreik gegen schlechte hygienische Bedingungen relegiert und kehrte nach Sopot zurück. Sein Vater schickte ihn noch im gleichen Jahr nach Oltenița in Rumänien, wo sein Bruder Kirko als Kaufmann tätig war. Dort besuchte er die bulgarische Schule und lernte Rumänisch sowie Deutsch. 1877 plante sein Onkel Kirko, Georgi ein Jurastudium in Bukarest zu ermöglichen. Bei Ausbruch des Russisch-Osmanischen Kriegs entschloss sich der junge Mann jedoch, nach Bulgarien zurückzukehren.
In Swischtow traf er durch Zufall seinen Bruder Nikola. Dieser brachte ihm die Nachricht vom Tod seines Vaters und der Flucht seiner Familie nach Plowdiw. Georgi blieb in Swischtow und nahm eine Stelle als Schreiber im Kolonialwarenladen eines Verwandten an. Seinem aus Bukarest zurückgekehrten Bruder Iwan gelang es später, ihm eine Position in der Kanzlei des russischen Gouverneurs von Swischtow zu vermitteln. Dort arbeitete der gleichfalls aus Sopot stammende Aleko Konstantinow. Beide lernten zusammen die russische Sprache und machten sich mit der russischen Literatur vertraut.

## Militärische Aktivitäten
Im Frühling 1878 lobte der Gouverneur von Swischtow, Najden Gerow, einen Wettbewerb aus, der zehn jungen Bulgaren die Möglichkeit eines Studiums an der Odessaer Infanterie Junkerschule (Одесское пехотное юнкерское училище) eröffnen sollte. Georgi erfüllte die nötigen Voraussetzungen. Am 1. September 1878 bestand er die Aufnahmeprüfung und wurde in die 2. Junker-Kompanie des 55. Podolsker Infanterieregiments aufgenommen. Die Ausbildung dauerte bis zum 1. September 1880. Er beendete die Schule im Rang eines Ober-Portepée-Junkers (Старши портупей-юнкер) der russischen Armee.
In Bulgarien entsprach sein Abschluss dem des zweiten Jahrgangs der Sofioter Militärschule (Военно училище). Daher bekam er kurz nach Ankunft in Warna die Beförderung zum Unterleutnant. Von Warna begab er sich nach Sofia, um im Oktober 1880 seinen Dienst bei der 2. Kompanie des 1. Infanterieregiments „Fürst Alexander“ anzutreten. Bei der Vorstellung der neu aus Russland eingetroffenen Offiziere verweigerte ihm Fürst Alexander I. aufgrund seiner bulgarischen Herkunft den Handschlag. Diese Zurücksetzung blieb Georgi Wasow zeitlebens im Gedächtnis. Ab 1881 kühlten sich die Beziehungen zwischen Russland und Bulgarien merklich ab. Dies spiegelte sich auch im Offizierscorps wider. Nach einem Zusammenstoß mit einem russischen Hauptmann wurde Unterleutnant Wasow im September 1881 auf den Posten des Leiters des Materiallagers der Garnison versetzt.
Mit Unterstützung seines nun in Plowdiw ansässigen Bruders Iwan konnte er eine Überstellung zur Miliz von Ostrumelien erwirken. In Plowdiw teilte man ihm dem Ausbildungsbataillon als Offizier zu. Durch gute Leistungen fiel er dem Generalgouverneur von Ostrumelien, Alexander Bogoridi (Александър Богориди, bekannt als Aleko Pascha, Алеко Паша) auf, der ihn zu seinem dritten Adjutanten machte. Georgi Wasow blieb auf dieser Position bis zu seinem Rücktritt am 17. April 1882.
Am 2. November 1882 wurde er nach St. Petersburg abkommandiert, um eine Ausbildung zum Militäringenieur zu absolvieren. Er besuchte zunächst die St. Petersburger Ingenieurschule (Санкт-Петербургское инженерное училище), wo es ihm gelang, den dreijährigen Vorbereitungskurs in nur einem Jahr zu durchlaufen. 1883 trat er in die Juniorklasse der Nikolajewski-Militärakademie für Ingenieurswesen (Николаевската военноинженерна академия) ein. Nach bestandenen Prüfungen konnte er am 20. November 1884 in die Seniorklasse überwechseln. Zur gleichen Zeit bekam er die Beförderung zum Leutnant. 1885 beendete er seine Ausbildung. Er kehrte am 10. September 1885 in seine Heimat zurück. Dort überwachte er die Befestigung der Südostgrenzen des seit dem 6. September mit Ostrumelien wiedervereinten Bulgariens.

### Serbisch-Bulgarischer Krieg
Der Serbisch-Bulgarische Krieg brach am 2. November 1885 aus. Zehn Tage später erreichte Leutnant Wasow die Order, seine Arbeit einzustellen und nach Sofia zurückzukehren. Am 12. November traf er im Hauptquartier der bulgarischen Truppen in Zaribrod (Цариброд, heute Dimitrowgrad, Димитровград) ein, wo man ihn der Vorausabteilung von Major Stojan Petkow (Стоян Петков) zuteilte. Mit dieser Einheit nahm er an den Kämpfen bei Zaribrod (11.–12. September 1885) und Pirot (14.–15. September 1885) teil.

### Staatsstreich und Gegenputsch 1886
Nach dem Krieg stieg er zum Hauptmann auf und wurde zum Dozenten für Festungswesen an der Sofioter Militärschule bestellt. Die Weigerung des russischen Zaren Alexanders III., Fürst Alexander I. als Oberhaupt eines geeinten Bulgariens anzuerkennen, führte zur Spaltung der politischen Landschaft in ein russlandfreundliches und ein russlandfeindliches Lager. Eine Gruppe russophil gesinnter Offiziere um den Kommandanten der Militärschule Major Petăr Gruew und die Hauptleute Anastas Benderew und Radko Dimitriew traf den Entschluss, Fürst Alexander I. zu stürzen, um eine Versöhnung mit Russland herbeizuführen. Ihnen schloss sich auch Georgi Wasow an. Am 6. August 1886 wurde Alexander I. gefangen genommen, zur Abdankung gezwungen und des Landes verwiesen. Wenig später kam es unter Leitung des Präsidenten der Nationalversammlung, Stefan Stambolow, und des Garnisonskommandanten von Plowdiw, Oberstleutnant Sawa Mutkurow, zum Gegenputsch. Im September 1886 emigrierte Georgi Wasow nach Russland.

### Emigration und Rückkehr
Dort wurde ihm am 19. Februar 1887 die russische Staatsbürgerschaft verliehen. Im selben Jahr setzte er seine Ausbildung an der Nikolajewski-Militärakademie für Ingenieurswesen fort. Er schloss sie 1888 als einer der zehn Jahrgangsbesten ab und begann seinen Dienst in der Kaiserlich Russischen Armee. Hauptmann Wasow kam im Gebiet des heutigen Turkmenistans zum Einsatz. Zwischen 1888 und 1891 leitete er die Arbeiten an militärischen Objekten in Aschgabat (Ашхабад) sowie in Merw (Мерв), dem heutigen Mary. Von 1892 bis 1895 war er mit der Rekonstruktion der Festung Kuschka (Кушка, heute Serhetabat) an der Grenze zu Afghanistan betraut. Nach Amnestierung der Teilnehmer am Putsch gegen Alexander I., reichte er seinen Abschied ein und kehrte im Dezember 1897 nach Bulgarien zurück.
Seit Januar 1898 war er wieder Mitglied der bulgarischen Armee. Diese setzte ihn als Offizier für besondere Zwecke der Wehrtechnischen Inspektion ein. Am 1. März 1900 ernannte man Oberstleutnant Wasow zum Kommandeur der 2. Pionierkompanie. Ein Jahr später stieg er in den Rang eines Obersten auf. Seit dem 1. Januar 1904 agierte er als Interimschef der Ingenieurtruppen, deren Leitung er am 1. Mai 1905 übernahm. In dieser Position avancierte er 1906 zum Generalmajor. Zwei Jahre später wurde er Inspekteur der Ingenieurtruppen. Durch einen kritischen Artikel zur Erklärung der Unabhängigkeit Bulgariens zog er sich den Unmut Zar Ferdinands I. zu. 1908 wurde er, vermutlich auf dessen Veranlassung, in einen Skandal um die Beschaffung von Bomben vom Waffenhändler und Terroristen Naum Tjufektschiew (Наум Тюфекчиев) hineingezogen. Ein Gericht sprach Georgi Wasow 1909 von allen Anklagepunkten, mit Ausnahme dem der Kompetenzüberschreitung, frei und verurteilte ihn zu zehn Tagen Hausarrest. Gleichzeitig wurde er in die Reserve strafversetzt.

### Erster Balkankrieg
Zu Kriegsbeginn erfolgte die Reaktivierung von Hauptmann Georgi Wasow und seine Ernennung zum Chef des militärischen Kommunikationswesens und der Etappe. Im Nachgang der siegreichen Schlacht bei Lozengrad (22.–24. Oktober 1912) wurde er im November 1912 zum Militärgouverneur von Lozengrad, dem heutigen Kırklareli berufen. Auf Druck der europäischen Großmächte kam es am 4. Dezember 1912 zum Waffenstillstand zwischen der Hohen Pforte und den Mitgliedern des Balkanbundes. Dieser wurde jedoch nach der Jungtürkischen Revolution vom 13. Januar 1913 aufgekündigt.

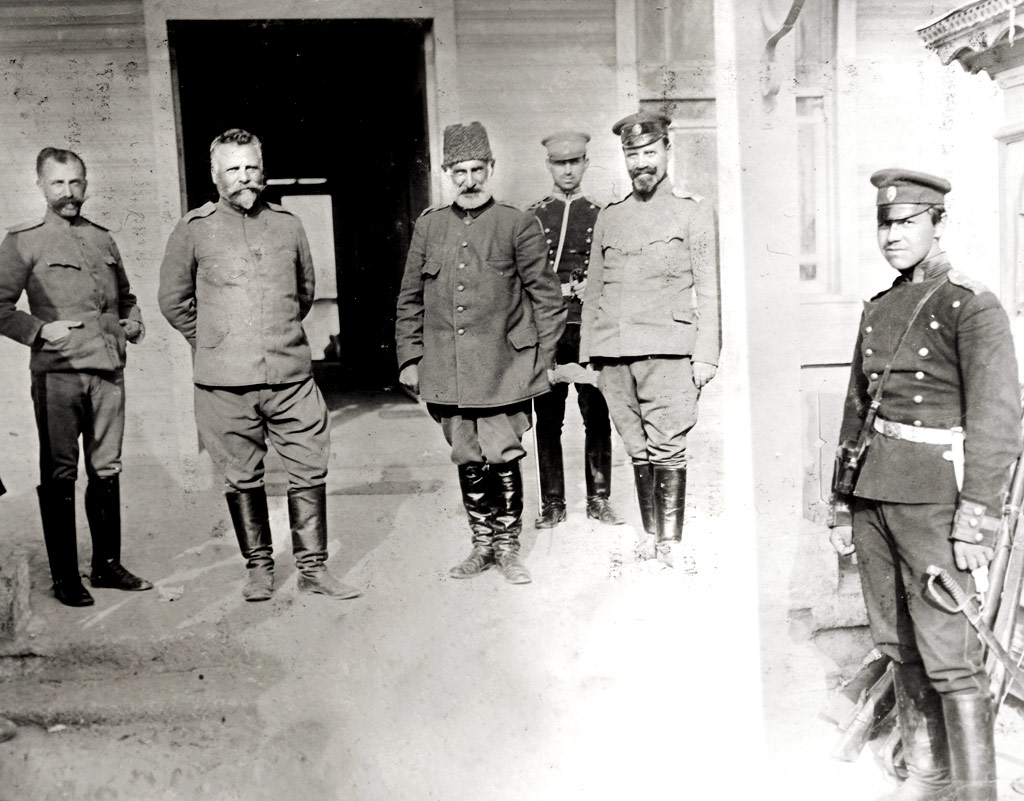
Generalmajor Georgi Wasow (2. von links) und General Mehmed Şükrü Pascha (3. von links) nach Fall der Festung Edirne (1913)

Damit rückte die Festung Adrianopel (heute Edirne) in den Fokus des bulgarischen Generalstabs. Die 2. Armee unter General Nikola Iwanow (Никола Иванов) gründete eine Kommission, um den Angriff auf die als uneinnehmbar geltende Festung zu planen. Aufgrund seiner Kenntnisse im Festungskrieg berief man Georgi Wasow zum Mitglied. Am 1. Februar 1913 erhielt er die Ernennung zum Kommandeur der Truppen im östlichen Frontsektor um Adrianopel. Mit Hilfe von Spionen und dem ersten Einsatz von Luftaufklärung per Flugzeug konnte Georgi Wasow die Schwachstelle der Festung ausmachen. Der Angriff begann am 24. März 1913 mit einer Artillerievorbereitung. Am Morgen des 13. Märzjul. / 26. März 1913greg. gelang es den von Georgi Wasow befehligten Soldaten, die ersten Forts zu stürmen. Um 13:00 kapitulierte der türkische Festungskommandant, General Mehmed Şükrü Pascha. Daraufhin feierte man Georgi Wasow als "Helden von Edirne" („Герой на Одрин“) und ernannte ihn noch am selben Tag zum Garnisonskommandanten von Edirne. Zwei Tage später wird er als Generalgouverneur von Thrakien eingesetzt. Der Krieg endete am 30. Mai 1913 mit der Unterzeichnung des Londoner Vertrags.

### Zweiter Balkankrieg (Interkoalitionskrieg)
Generalmajor Georgi Wasow amtete als Kriegsminister Mitglied im Kabinett Stojan Danew (11.–17. Juli 1913) sowie im Kabinett Wassil Radoslawow (17. Juli – 4. September 1913). Er initiierte die notwendigen Maßnahmen, einen Vormarsch rumänischer Truppen nach Sofia zu verlangsamen und stärkte die Verteidigung der Hauptstadt. Am 5. August 1913 wurde er in den Rang eines Generalleutnants erhoben und in die Reserve überstellt. Danach trat er der bulgarischen Union der Reserveoffiziere bei.

### Dienstgrade
- 01.09.1880 Ober-Portepée-Junker (Старши портупей-юнкер)[7][14]
- 08.10.1880 Unterleutnant (Подпоручник)[7]
- 18.10.1884 Leutnant (Поручник)[14]
- 30.08.1885 Hauptmann (Капитан)[7][14]
- 06.12.1896 Oberstleutnant (Подполковник)[14]
- 01.01.1901 Oberst (Полковник)[7][14]
- 01.01.1906 Generalmajor (Генерал-майор)[7][14]
- 05.08.1913 Generalleutnant (Генерал-лейтенант)[7][14]

### Orden und Ehrenzeichen (Auswahl)
- St. Alexander-Orden II. Stufe mit Schwertern (Царски Орден „Св. Александър“ II. степен с мечове) (1913)[7][14] und V. Stufe ohne Schwerter[14] (V. степен без мечове)
- Militärorden für Tapferkeit III. Stufe (1913)[7] und IV. Stufe (1885)[3][7] (Военен орден „За храброст“ III. и IV. степен)
- Militär-Verdienstorden III. Stufe[14] (Народен орден „За военна заслуга“ III. степен)
- Sankt-Stanislaus-Orden III. Stufe[14] (Орденъ Св. Станислава, IV. степен)
- Orden des Heiligen Wladimir IV. Stufe[14] (Императорский орден Святого Равноапостольного великого князя Владимира, IV. степен)
- Orden der Heiligen Anna I. Stufe[14] (Орденъ Святой Анны, I. степен)

## Unternehmerische Aktivitäten
Zusammen mit Ilija Dundow (Илия Дундов) gründete Georgi Wasow 1908 das erste Omnibusunternehmen Bulgariens. Ihre Firma "Dundow & Cie." („Дундов & Сие“) betrieb die Linie Sofia – Samokow. Bereits nach wenigen Monaten firmierten sie das Unternehmen in die "Automobilgesellschaft AG" („Безименно акционерно автомобилно дружество“) um. Dundow und Wasow blieben ihre Hauptaktionäre. 1911 erfuhr die Strecke eine Verlängerung nach Tschamkorija (Чамкория, heute Borowez, Боровец). Anschließend leitete er die Gewinnung von Granitplatten für den Bau von Bürgersteigen in Burgas.

## Politische Aktivitäten
Georgi Wasow war bekennender Russophiler. Im September 1914 trat er der „Slawischen Gesellschaft“ („Славянско дружество“) bei. Ziel dieser Vereinigung war die Verbesserung der Beziehungen zwischen Bulgarien und Russland. Daneben schloss er sich der Volkspartei (Народна Партия) an. Am 15. März 1915 verfasste er zusammen mit über 100 Funktionären dieser Partei ein Manifest zur Beibehaltung der Neutralität. Im Mai des gleichen Jahres wurde er als Abgeordneter der Volkspartei in den Sofioter Stadtrat gewählt. Am 10. September lud Georgi Wasow sämtliche Oppositionsführer in den Sofioter Zentralen Militärklub ein. Die Teilnehmer dieser Versammlung appellierten per Telegramm an Zar Ferdinand I., die Neutralität einzuhalten und - falls erforderlich - auf Seiten Russlands in den Krieg einzutreten. Zar Ferdinand lehnte dieses Ansinnen jedoch kategorisch ab.

## Letzte Lebensjahre
Beim Eintritt Bulgariens in den Ersten Weltkrieg am 1. Oktober 1915 erfuhr Georgi Wasow keine Reaktivierung. Bis 1919 nahm er sein Mandat im Sofioter Stadtrat wahr. Aufgrund gesundheitlicher Probleme begab er sich 1920 nach Wien, wo er sich 1922 einer Operation unterziehen musste. Die nächsten zwei Jahre verbrachte er zur Rehabilitation in Sanatorien in der Schweiz, in Deutschland und in Italien. 1923 erhob man in der Nationalversammlung gegen ihn Anklage wegen Landesverrats, da er als Kriegsminister für die Führung des Interkoalitionskriegs verantwortlich war. Georgi Wasow kehrte am 24. Mai 1924 nach Sofia zurück. Vier Tage später wurde er in einem Festakt in die „Edirne-Gesellschaft“ („Дружество Одрин“), eine Vereinigung ehemaliger Kriegsfreiwilliger, aufgenommen. Am 16. Juni 1924 wurde die Anklage wegen Landesverrat niedergeschlagen. Nur durch einen Zufall entging er am 16. April 1925 dem Bombenanschlag auf die Kathedrale Sweta Nedelja in Sofia. Neben seinen Memoiren veröffentlichte er zahlreiche Artikel zur Militärwissenschaft und zur Militärgeschichte. Die Manuskripte sind in verschiedenen bulgarischen Archiven erhalten. Am 13. August 1934 verstarb er nach einer erfolglosen Prostata-Operation in Sofia. Georgi Wasow wurde auf dem Sofioter Zentralfriedhof mit militärischen Ehren beigesetzt.

## Ehe und Familie
Am 2. Mai 1899 heiratete Georgi Wasow Dr. Marija Mintschowa Zatschewa (д-р Мария Минчова Цачева). Sie hatten vier Kinder: Aleksandăr (* 1900, † 1972), Dimităr (* 1902), Zorka (* 1903) und Wera (* 1907, † 2009). Aleksandăr war als Regisseur und Drehbuchautor Pionier des bulgarischen Kinos. Wera studierte Musik und war als Violin-Pädagogin sowie als Schriftstellerin aktiv.

## Ehrungen
- Sofia (Eine Straße im Stadtviertel Lewski trägt den Namen "ulitsa General Georgi Wasow" (ул. „Генерал Георги Вазов“). )
- Sopot (Gedenkstätte mit Büsten von Wladimir und Georgi Wasow, enthüllt 2012)[2]
- Plowdiw (Im westlichen Stadtbezirk trägt eine neue Straße seit 2016 den Namen "ulica General Georgi Wasow" (ул. „Генерал Георги Вазов“).[28])

## Bibliographie (Auswahl)
- Георги Вазов: За военната гимнастика в училищата и в обществото (deutsch: Georgi Wasow: Über die Militärgymnastik in Schule und Gesellschaft). 1884.
- Георги Вазов: Нашата армия и нейният бюджет (deutsch: Georgi Wasow: Unsere Armee und ihr Budget). 1902.
- Георги Вазов: Участието на българите в Освободителната война (deutsch: Georgi Wasow: Die Teilnahme der Bulgaren am Befreiungskrieg) (Manuskript 1902)[27]
- Георги Вазов: Кратко упътване за действие против крепостите и атаката им (deutsch: Georgi Wasow: Kurze Anleitung zum Vorgehen gegen Festungen und den Angriff auf sie). 1909.
- Георги Вазов: Спомени от Балканската война (deutsch: Georgi Wasow: Erinnerungen an den Balkankrieg). 1926.
- Георги Вазов: Спомени от Балканските войни. История на едно 55-дневно министерствуване (deutsch: Georgi Wasow: Erinnerungen an die Balkankriege. Geschichte einer 55-tägigen Tätigkeit als Minister). 1929.
- Георги Вазов: В пустините на Средна Азия (deutsch: Georgi Wasow: In den Wüsten Zentralasiens). 1919.
- Георги Вазов: Спомени от Съединението и Сръбско-българската война (deutsch: Georgi Wasow: Erinnerungen an die Wiedervereinigung und den Serbisch-Bulgarischen Krieg).
- Георги Вазов: Укрепване на северната граница на България (deutsch: Georgi Wasow: Die Befestigung der Nordgrenze von Bulgarien).
- Георги Вазов: Българската флотилия (deutsch: Georgi Wasow: Die bulgarische Flottille).